# كرتون نتورك (أوروبا)
كرتون نتورك (بالإنجليزية: Cartoon Network) هي قناة تلفزة رقمية تبث عبر أكثر من دولة أوجدتها ترنر برودكاستنغ سيستيم وهي إحدى وحدات شركة تايم وارنر ثالث أكبر شركات الإعلام والترفيه في العالم. وتخصصت في عرض برامج الرسوم المتحركة وكان عرضها الأول في 17 سبتمبر 1993 في أوروبا أما في الولايات المتحدة فكان في 1 أكتوبر 1992. حاليا القناة تبث في بولندا، البرتغال، روسيا، جمهورية التشيك، سلوفاكيا، رومانيا، دول البلطيق، دول البلقان، روسيا البيضاء، أوكرانيا، ملدوفا، سلوفينيا، إسكندنافيا، الشرق الأوسط وأفريقيا. رغم ذلك فنسخة أوروبا من كرتون نتورك لاتبث أي محتوى تملكه شركة ورنر بروس.

## مواقع البث
لدى إسبانيا نسختها الخاصة من كرتون نتورك باللغة الإسبانية وهي متوفرة عبر الساتلايت بنظام الديجيتال بلس ومشغلي الكيبل ونظام الدفع المسبق، كما تتوفر كذلك النسخة المحلية من بوميرانج.
فرنسا هي الأخرى لديها نسختها بالفرنسية من كرتون نيتورك وشقيقتها بوميرانج وهي متوفرة عبر شبكة «كانال سات» بنظام الدفع المسبق.
في ألمانيا نسخة محلية من كرتون نيتورك متوفرة عبر قنوات الديجيتال، إضافة لتوفرها عبر شبكة «كيبل ون» "kabel eins" الألمانية بنظام الدفع المسبق وذلك في نهايات الأسبوع. كما تتوفر قناة بوميرانج بالنسخة الألمانية عبر عدة محطات بنظام الدفع المسبق.
لدى إيطاليا نسختها الخاصة بالإيطالية من كرتون نتورك والتي انطلقت في 1996، وفي 2003 ومع انطلاق شبكة سكاي إيتاليا تم إطلاق القناة الشقيقة بوميرانج وكلاهما متوفرتان في شبكة سكاي إيتاليا.
هولندا لديها هي الأخرى نسختها من كرتون نتورك وتتوفر القناة لدى المزودين الرئيسيين لخدمات برامج البث التلفزيوني في البلاد مثل كانال ديجيتال ساتلايت، يو بي سي برودباند وزيغو، كما تتوفر النسخة الهولندية من بوميرانج لدى معظم المزودين للخدمة. كلتا القناتين تحظيان بشعبية كبيرة بين طلبة الجامعات في هولندا.
بلجيكا تستقبل النسختين الفرنسية والهولندية من كرتون نتورك.

## إسكندنافيا
في إسكندنافيا تم دمج كرتون نتورك مع قناة تي إن تي "TNT" في نسخة كرتون نتورك أوروبا بحيث يكون بث كرتون نيتورك من السادسة صباحا بتوقيت وسط أوروبا وحتى الثامنة مساء بالتوقيت ذاته، في حين تحل محلها تي إن تي بدء من الثامنة مساء بتوقيت وسط أوروبا وحتى السادسة صباحا بالتوقيت ذاته. بعض البرامج التي تبث عبر كرتون نتورك أوروبا باللغة الإنكليزية تم محلها بث برامج باللغات النرويجية، السويدية والدانماركية.
في أواسط مايو 2006 تغير الشعار الخاص بكرتون نتورك من الشعار الأصلي إلى الشعار البريطاني كما تغيرت المقدمات والإعلانات الخاصة بالبرامج ولقناة على النسخة البريطانية

## وسط أوروبا
كرتون نتورك تبث من وارسو، بولندا لمشاهدين بثلاث لغات هي البولندية الهنغارية والرومانية.
وتتوفر كرتون نتورك وسط أوروبا إضافة إلى الكيبل أي بي تي في والساتلايت فهي أيضا متوفرة عبر تلفزيون النقال وذلك عبر شبكة موبي تيل السلوفينية.

## شرق أوروبا
في شرق أوروبا تم دمج كرتون نتورك مع قناة تي سي إم "TCM"، حيث تقوم كرتون نتورك بعرض برامجها من السابعة صباحا بتوقيت شرق أوروبا وحتى العاشرة مساء بالتوقيت ذاته، في حين تحل محلها قنا تي سي إم بدء من العاشرة مساء بتوقيت شرق أوروبا وحتى السابعة صباحا بالتوقيت ذاته. وفي روسيا تتوفر كرتون نتورك عبر شبكة إن تي في بلس "NTV Plus"، وشبكات أخرى. وفي أوكرانيا تتوفر كرتون نتورك عبر شبكات إن تي في بلس أوكرانيا وفياسات أوكرانيا. وفي كازاخستان تتوفر عبر شبكة كاتيلكو بلس. وبالعموم تتوفر كرتون نتورك في شرق أوروبا باللغتين الإنكليزية والروسية.

## الدول العربية
القناة متوفرة ل 24 ساعة يوميا عبر شبكة أوربت وشوتايم أرابيا وايه آر تي (الأوائل) وهي متوفرة فقط باللغة الإنجليزية. كما كانت تبث مع قناة بوميرانج أوروبا عبر شبكة أوربت شوتايم حتى يناير 2016 وحاليا تبث القناتين على شبكة بي ان. كما تبث حالياً أيضا قناة كرتون نتورك العربية في المنطقة وعبر بعض البرامج المدبلجة باللغة العربية أو اللهجات التابعة لها.

## وسط وجنوب أفريقيا
القناة متوفرة ول 24 ساعة يوميا عبر شبكة دي إس تي في "DStv" ومقرها جنوب أفريقيا، تبث هذه النسخة من القناة باللغة الإنجليزية إضافة إلى بوميرانج أوروبا والتي تبث عبر نفس الشبكة.

## وصلات خارجية
- Official PAN-European Feed Site
- Official Site Containing All European Feeds (Except of The Pan-European Feed) نسخة محفوظة 3 أبريل 2015 على موقع واي باك مشين.
- Cartoon Network (Europe) at Turner Info